# Tipula hampsoni
Tipula hampsoni är en tvåvingeart som beskrevs av Edwards 1927. Tipula hampsoni ingår i släktet Tipula och familjen storharkrankar. Inga underarter finns listade i Catalogue of Life.